# Angelika Bahmann
Angelika Bahmann (Plauen, Saxónia, 1 de abril de 1952) é uma canoísta de slalom alemã na modalidade de canoagem.

## Carreira
Foi vencedora da medalha de Ouro em slalom K-1 em Munique 1972.